# نینکورا
نینکورا یا نینکور نام چندین خدایی بین‌النهرینی بود.

## نینکورا در جنوب بین‌النهرین
تئونیم نینکورا (dنین-kur-ra) یا نینکور (dnin-kur) به ندرت در منابع جنوب بین‌النهرین گواهی شده است. چنین تصور می‌شود که بیش از یک خدایی با این نام وجود داشته است. به گفته دینا کاتز همه آنها مونث بودند، اگرچه در یک تحقیق جدیدتر ژورفین فچنر و میشل تانرت اشاره به نینکورای مذکر در فهرست خدای آن = آنوم می‌کنند.

### دختر انکی
در اسطوره انکی و نینهورساگ الهه‌ای به نام نینکورا یکی از دختران خدای نام‌بخش است که از رابطه جنسی او و نینیسیگ از نزدیکانش به وجود آمده است. متعاقبا خود او قربانی همان خدا می‌شود و بنا بر تفاوتهای نسخه‌ها، او یا مادر نینیما و در نتیجه مادربزرگ اوتتو است و یا مادر الهه دوم (بدون آنکه ذکری از نینیما شود).

### شوهر اوتتو
در سنت متاخری که رد فهرست خدای آن = آنوم مستند شده است، نینکورا که در اینجا مذکر است، در جایگاه شوهر اوتتو ظاهر می‌شود.

### خدایی آغازین
الهه دیگری با همین نام، نینکور، در کنار یک خدایی مذکر به نام انکور در فهرست‌های اصطلاحا «خداییان انکی-نینکی» (اجداد انلیل) حضور دارد.

### خدایی جهان زیرین
چنین استدلال شده است که خدایی دیگری به نام نینکور یا نینکورا با جهان زیرین در ارتباط بوده است.